# رواق منظر چشم من آشیانه توست
غزلی با مطلع «رواق منظر چشم من آشیانه‌ٔ توست»، غزل شمارهٔ ۳۴ از دیوانِ حافظ در تصحیحِ محمد قزوینی و قاسم غنی است.

## در دیگر آثار هنری
یکی از هنرمندانه‌ترین آثار شیخ‌زاده، «مجلس وعظ» نام دارد. اگرچه که غزل پایهٔ این نقاشی، غزل واعظان کین جلوه در محراب و منبر می‌کنند است اما با این حال درون نقاشی اثری از ابیات دیگر نیز دیده می‌شود. مصرع اول این غزل همراه با بیت برو به کار خود ای واعظ این چه فریادست / ...نیز بر کتیبه‌ای بر پیشانی ایوان مسجد و رواقِ کنار آن نقش بسته. این اثر شیخ‌زاه او را در دستهٔ هنرمندانی قرار می‌دهد که در به‌تصویر درآوردن اشعار حافظ موفق بوده‌اند.
همچنین برروی قالی ابریشمی و طرح باغی‌ای که متعلق به سدهٔ ۱۳ ه‍.ق/۱۹ م و هریس می‌باشد، بیت اول این غزل نفش بسته. این قالی در مجموعهٔ خصوصی‌ای در پاریس نگهداری می‌شود.